# Ван Чжиань
Ван Чжиань (кит.: 王志安; пиньин: Wáng Zhì'ān;род. 21 апреля 1968 года) — японо-китайский журналист-расследователь, в настоящее время главный репортер Tokyo Fuko Corporation, а также бывший репортер и ведущий программ Центрального телевидения Китая (CCTV) и главный репортер-расследователь газеты New Beijing News (NBJ). Уроженец Цзилиня, Китай, окончил Уханьский университет по специальности «политология», изучал историю в Пекинском университете, а затем, в конце 1998 года, начал работать на Центральном телевидении Китая (CCTV) в качестве журналиста-расследователя в программе «Новостное расследование».
В мае 2022 года он начал публиковать видео на своем YouTube-канале, где в основном комментирует текущие события в Китае, социальные проблемы и проводит интервью с жителями материкового Китая. По состоянию на март 2024 года на канал подписано 1,3 миллиона человек.

## Карьера
На Центральном телевидении Китая Ван прославился созданием документальной телепрограммы News Probe. Он освещал тему коррупции в «Скорой помощи», но покинул CCTV в 2015 году, когда ему запретили выходить в эфир.
С 2017 по 2019 году был главным репортером-расследователем The Beijing News, ведя передачу с авторскими интервью «Ситуация». В первом сезоне взял интервью у Сюй Сяодуна, Ма Баогуо, Чжоу Либо и Цао Дэвана. В том же году «Ситуация» была снята с эфира. 4 июня 2019 года он был заблокирован всей сетью и потерял работу, в тот же день был заблокирован его аккаунт в микроблоге, а также его публичный номер WeChat и номер телефона, при этом сам Ван Чжиань утверждал, что ему не объяснили причину блокировки. Согласно интервью Ассошиэйтед Пресс от октября 2022 года, Ван Чжиан разоблачал коррупцию, экспроприацию земли и медицинскую халатность в Китае.
В 2019 году ему запретили пользоваться интернетом в материковом Китае. В январе 2020 года переселился в Японию. Студия Вана завела аккаунт в Twitter и на YouTube. На его канале TikTok (Douyin) выкладывались фрагменты программы «Wang Ju Pai An».
2 мая 2022 года он возобновил работу новых СМИ и вернулся обратно. В июле того же года отправился на Украину, чтобы освещать российско-украинский конфликт. Он был единственным репортером из материкового Китая на Украине, за исключением телеканала Phoenix TV. В сентябре 2022 года он отправился в Токио, чтобы записать похороны Синдзо Абэ, а также серию специальных репортажей об аварии на АЭС «Фукусима-1», а позже брал интервью для президентских выборов на Тайване в 2024 году.
С октября 2022 года он дает интервью и репортажи Associated Press, NHK World-Japan, Radio Free Asia, CBS News и SWI swissinfo.